# Reichenbach, Oberpfalz
Reichenbach är en kommun och ort i Landkreis Cham i Regierungsbezirk Oberpfalz i förbundslandet Bayern i Tyskland.
Kommunen ingår i kommunalförbundet Walderbach tillsammans med kommunen Walderbach.